# Miles Jupp
Miles Hugh Barrett Jupp (Newcastle upon Tyne, 8 de septiembre de 1979) es un comediante y actor inglés. Inició su carrera como comediante de stand up y logró el reconocimiento en el Reino Unido por su interpretación de Archie en la serie de televisión infantil Balamory. Más adelante interpretó a John Duggan en The Thick of It y a Nigel en la comedia televisiva Rev.
En septiembre de 2015, Jupp reemplazó a Sandi Toksvig como presentador del programa The News Quiz en BBC Radio 4. Ha realizado también algunas apariciones en cine y en 2018 aportó su voz en la serie de Netflix en colaboración con la BBC Watership Down.

## Filmografía

### Cine
| Año  | Título                                    | Papel                                                          | Notas |
| ---- | ----------------------------------------- | -------------------------------------------------------------- | ----- |
| 2007 | Harry Potter and the Order of the Phoenix | Hombre del clima                                               |       |
| 2007 | Death Defying Acts                        | Ventríloco                                                     |       |
| 2008 | Is Anybody There?                         | Vicario                                                        |       |
| 2009 | Sherlock Holmes                           | Mesero                                                         |       |
| 2010 | Made in Dagenham                          |                                                                |       |
| 2010 | Timber!                                   | Miles                                                          | Corto |
| 2011 | Johnny English Reborn                     | Técnico                                                        |       |
| 2011 | Connected                                 | Dueño de la tienda                                             | Corto |
| 2013 | The Look of Love                          | Entrevistador                                                  |       |
| 2014 | The Monuments Men                         | Fielding                                                       |       |
| 2014 | Rosewater                                 | Productor                                                      |       |
| 2014 | The Riot Club                             | Banquero                                                       |       |
| 2014 | The Last Sparks of Sundown                | Geoffrey Chicken                                               |       |
| 2015 | The Dark Room                             |                                                                | Corto |
| 2016 | Grimsby                                   | Policía                                                        |       |
| 2016 | The Legend of Tarzan                      |                                                                |       |
| 2016 | ChickLit                                  | Marcus                                                         |       |
| 2016 | Waterboys                                 | Horatio                                                        |       |
| 2017 | Journey's End                             | Hardy                                                          |       |
| 2017 | The Man Who Invented Christmas            | William Makepeace Thackeray                                    |       |
| 2023 | Napoleón                                  | Francisco II del Sacro Imperio Romano Germánico y I de Austria |       |

### Televisión
| Año          | Película                        | Papel               | Notas                                          |
| ------------ | ------------------------------- | ------------------- | ---------------------------------------------- |
| 2001         | Revolver                        | Vendedor de zapatos |                                                |
| 2002–2005    | Live Floor Show                 | Rupert Donaldson    |                                                |
| 2002–2005    | Balamory                        | Archie              | 74 episodios                                   |
| 2006         | Feel the Force                  | Sr. Bramwell        | Episodio: "Murder"                             |
| 2007         | Wedding Belles                  | Presentador         | Telefilme                                      |
| 2008         | She Stoops to Conquer           | Tony Lumpkin        | Telefilme                                      |
| 2008         | The Wrong Door                  | Ninja               | Episodio: "Bondo"                              |
| 2009         | Stewart Lee's Comedy Vehicle    | Varios              | 4 episodios                                    |
| 2009–2012    | The Thick of It                 | John Duggan         | 2 episodios                                    |
| 2009–2012    | Gary: Tank Commander            | Fanshaw             | 10 episodios                                   |
| 2010         | Lip Service                     | Rory                | 2 episodios                                    |
| 2010–2014    | Rev.                            | Nigel McCall        | 19 episodios                                   |
| 2011         | Campus                          | Arnold              | Episodio: "Post-Coital"                        |
| 2011         | Peeder Jigson's Video Diary     | Trevor Gertrude     | Episodio: "What Everyone's Up to in the Break" |
| 2011         | Comedy Lab                      | Stu Carter          | Episodio: Rick and Peter"                      |
| 2012         | Spy                             | Owen                | 9 episodios                                    |
| 2012         | A Young Doctor's Notebook       | Palchikov           | Episodio: "Episode Four"                       |
| 2013         | Man Down                        | Hombre en bar       | Episodio: "Episode One"                        |
| 2013         | Harrow: A Very British School   | Narrador            | Documental                                     |
| 2015         | In and Out of the Kitchen       | Damian Trench       | 3 episodios                                    |
| 2016         | Do Not Disturb                  | John                |                                                |
| 2016         | Josh                            | Giles               | Episodio: "Sex & Politics"                     |
| 2016         | Alan Partridge's Scissored Isle | James Havant Brown  | Especial para televisión                       |
| 2016         | Outnumbered                     | Stuart              | Episodio: "Christmas Special 2016"             |
| 2017         | Father Brown                    | Wynford Collins     | Episodio: "The Tanganyika Green"               |
| 2017         | Quacks                          | George Combe        | Episodio: "The Madman's Trial"                 |
| 2017         | James and Jupp                  |                     | 4 episodios                                    |
| 2017         | The Crown                       | Humphrey            | Episodio: "Marionettes"                        |
| 2017–present | Bad Move                        | Matt                | 12 episodios                                   |
| 2018         | The Durrells                    | Basil               | 2 episodios                                    |
| 2018         | Watership Down                  | Blackberry          | Miniserie                                      |

### Teatro
| Año     | Título                        | Papel        | Notas                 |
| ------- | ----------------------------- | ------------ | --------------------- |
| 2005–06 | Jack and the Beanstalk        | Simple Simon | His Majesty's Theatre |
| 2007    | The Way of the World          | Petulant     | Royal Theatre         |
| 2011    | A Day in the Death of Joe Egg | Bri          | Citizen's Theatre     |
| 2012–13 | People                        | Bevan        | National Theatre      |
| 2014    | Neville's Island              | Angus        | Duke of York's        |
| 2015    | Rules for Living              | Matthew      | National Theatre      |